# Nio liv (film, 1957)
Nio liv (norska: Ni liv) är en norsk äventyrsfilm från 1957 i regi av Arne Skouen och med Jack Fjeldstad i huvudrollen. Den utspelar sig våren 1943 och handlar om Jan Baalsruds flykt till Sverige över de nordnorska fjällen efter ett misslyckat sabotageförsök. Baalsrud (1917–1988) var norsk frivillig i det brittiska Kompani Linge, som utförde attentat mot de tyska trupperna under andra världskriget. Manuset bygger på den brittiske författaren David Howarths bok Nio liv från 1955.
Filmen hade norsk premiär 3 oktober 1957. Den släpptes i Sverige 11 november samma år. Den blev Oscarsnominerad i kategorin bästa utländska film. År 2005 utsåg en jury bestående av filmkritiker och filmvetare Nio liv till århundradets bästa norska film.

## Medverkande
- Jack Fjeldstad som Jan Baalsrud
- Henny Moan som Agnes
- Alf Malland som Martin
- Joachim Holst-Jensen som farfar
- Lydia Opøien som barnmorskan
- Edvard Drabløs som skolläraren